# Mikałaj Marcinczyk
Mikałaj Marcinczyk (biał. Мікалай Марцінчык, ur. 3 grudnia?/16 grudnia 1901 w Kubielnikach, zm. 23 kwietnia 1980 w Grodnie) – białoruski działacz społeczno-polityczny, lekarz, publicysta, autor pamiętników, represjonowany przez władze polskie i radzieckie.

## Życiorys
Urodził się 3 (16) grudnia 1901 roku we wsi Kubielniki w powiecie grodzieńskim guberni grodzieńskiej Imperium Rosyjskiego. W 1921 roku, po tym, jak Grodzieńszczyzna znalazła się w granicach II Rzeczypospolitej, Marcinczyk został jednym z założycieli Białoruskiego Związku Studentów, a następnie jednym z jego kierowników i redaktorem czasopisma „Studenckaja Dumka”. Brał udział w konferencji założycielskiej Białoruskiej Włościańsko-Robotniczej Hromady w 1925 w Gdańsku. Od roku 1925 był sekretarzem, a od 1934 zastępcą przewodniczącego Zarządu Głównego TBSz.
W 1926 roku należał do zarządu Białoruskiego Komitetu Narodowego w Wilnie. W 1927 ukończył studia na Uniwersytecie Stefana Batorego w Wilnie i w tym samym roku zaczął wykładać chemię i anatomię w Gimnazjum Białoruskim w Wilnie. Jednocześnie pracował jako lekarz w uniwersyteckiej klinice. Był osobistym lekarzem Michała Zabejdy-Sumickiego.
W 1927 i 1930 aresztowany. W 1931 wysłany do wsi Narewka pod dozór policji.
W latach 30. został oskarżony przez prasę KP(b)B i KPZB o „współpracę z władzami polskimi i próby odwrócenia TBSz z drogi walki narodowo-wyzwoleńczej”. Wskutek tego zrezygnował z działalności społecznej i politycznej.
Od 1944, kiedy grodzieńczyzna weszła w skład Białoruskiej SRR, Marcinczyk został głównym lekarzem szpitala zakaźnego w Grodnie. Aresztowany przez organy Ministerstwa Bezpieczeństwa Państwowego w 1948. 12 marca 1949 skazany na 10 lat łagrów i zesłany do Workuty, gdzie pracował jako lekarz w obozowym szpitalu. Zrehabilitowany w 1956.
Po opuszczeniu łagru powrócił do Grodna, gdzie pracował w szpitalu obwodowym. Pozostawił pamiętniki.
Siostra Mikałaja, Luba Marcinczyk, była żoną Alaksandra Audzieja.